# سیارک ۳۳۲۱
سیارک ۳۳۲۱ (به انگلیسی: 3321 Dasha، نامگذاری:1975TZ2) سه هزار و سیصد و بیست و یکمین سیارک کشف شده‌است که در ۳ اکتبر ۱۹۷۵ کشف شد.
قدر مطلق سیارک برابر ۱۳٫۱۰ است.